# Joseph Kürschner
Joseph Kürschner (geboren 20. September 1853 in Gotha; gestorben 29. Juli 1902 bei Windisch-Matrei) war ein deutscher Schriftsteller und Lexikograph.

## Leben
Joseph Kürschner arbeitete einige Jahre als praktischer Techniker, studierte dann mehrere Jahre an der Universität Leipzig und ließ sich, die literarische Laufbahn einschlagend, in Berlin nieder. Schon 1872 hatte er die theaterhistorische Broschüre Konrad Ekhofs Leben und Wirken (Wien) herausgegeben und bearbeitete im Anschluss daran vorzugsweise das Gebiet der Theatergeschichte. Auf eine Theatralische Nekrologie (Berlin 1875) ließ Kürschner zwei Jahrgänge einer Chronologie des Theaters (Berlin 1876 und 1877) und diesen zwei Jahrgänge eines Jahrbuchs für das deutsche Theater (Leipzig 1878–79) und anderes folgen.
1881 übernahm er die Redaktion der Monatsschrift Vom Fels zum Meer in Stuttgart, wo er auch die Herausgabe der Kollektion Spemann und der Deutschen Nationallitteratur leitete, und wurde in demselben Jahr von Herzog Ernst zu Coburg-Gotha zum Professor ernannt. Zugleich redigierte Kürschner bis 1882 das offizielle Organ der deutschen Autorengenossenschaft „Neue Zeit“ sowie 1885–86 die Deutsche Schriftstellerzeitung, veröffentlichte ein Taschen-Konversationslexikon (Stuttgart 1884) und gab (vom 5. Jahrgang ab) den von ihm erworbenen Allgemeinen deutschen Literaturkalender (Stuttgart 1882 ff.) und ab 1886 das Richard Wagner-Jahrbuch heraus.
Kürschner schrieb Beiträge zu Zeitschriften, Sammelwerken, Lexika und zur Theatergeschichte, führte die Neuausgabe (7. Auflage) des Piererschen Universal-Lexikons der Gegenwart und Vergangenheit (mit Stichwortübersetzungen in zwölf Sprachen) zu Ende und begründete zahlreiche Nachschlagewerke. Ab 1891 bis 1910 brachte er die Literaturzeitschrift Aus fremden Zungen heraus. Mit Fedor von Zobeltitz und Gotthilf Weisstein gründete er 1899 in Weimar die Gesellschaft der Bibliophilen.
Das Grab Kürschners befindet sich auf dem Eisenacher Hauptfriedhof. Kürschner war Mitbegründer des Wagner-Museums in der Wartburgstadt.
In Gotha erinnert eine Gedenktafel in der Querstraße 6 daran, dass er hier geboren ist.

## Schriften (Auswahl)
- Quartlexikon. Stuttgart 1888.
- Universal-Konversations-Lexikon. Berlin, Eisenach, Leipzig um 1895.
- Deutscher Reichstag. Biographisch-statistisches Handbuch. Berlin und Leipzig.
- Handbuch der Presse. Für Schriftsteller, Redaktionen, Verleger, überhaupt für alle, die mit der Presse in Beziehung stehen. Berlin 1902.

als Herausgeber:
- China. Schilderungen aus Leben und Geschichte, Krieg und Sieg. Ein Denkmal den Streitern und der Weltpolitik. Mit einem Gedenkblatt, 716 Text-Illustrationen und 2 Karten, Deutsche Kriegerbund-Buchhandlung Dr. Hans Natge, Berlin 1901, Digitalisat mit Volltext-Recherche-Möglichkeit über die Universitätsbibliothek Heidelberg.